# Jean Ris
Jean Ris, francoski general, * 1883, † 1958.